# Dryptodon navicularis
Dryptodon navicularis là một loài Rêu trong họ Grimmiaceae. Loài này được (Herzog) Ochyra & Żarnowiec mô tả khoa học đầu tiên năm 2003.